# Live (banda)
Live (pronunciado [ˈlaɪv]) es una banda estadounidense de rock alternativo/post grunge, de York, Pensilvania, compuesta por E. Kowalczyk (vocalista principal y guitarra), Chad Taylor (guitarra líder), Patrick Dahlheimer (bajo eléctrico) y Chad Gracey (batería y percusión).
Live subió de éxito moderado en el rock moderno a la luz del mainstream mundial con la fuerza de su álbum de 1994, Throwing Copper, el cual ha vendido ocho millones de copias en los EE. UU. Subiendo a la posición número uno durante su 52a semana en las listas de popularidad, es el tercer álbum que llega a la cima después de pasar un año o más en las listas. La banda es más conocida por sus éxitos "Selling the Drama", "Lightning Crashes" (cuál se mantuvo en la cima del Billboard Mainstream Rock Tracks por 12 semanas consecutivas), "I Alone", "All Over You", "Lakini's Juice", "The Dolphin's Cry", "Simple Creed", y "Heaven". Hasta la fecha la banda ha vendido casi 20 millones de copias en todo el mundo.
Mientras Live sigue siendo moderadamente popular en términos de ventas de álbumes en los Estados Unidos, la mayoría de sus ventas actuales vienen de Europa, Sudáfrica, Australia y Nueva Zelanda. La banda recientemente ha disfrutado de éxito fuera de los Estados Unidos, especialmente en Australia y en los Países Bajos. El lunes, 30 de noviembre de 2009, el guitarrista Chad Taylor anunció vía su blog personal que lo que antes era sólo una pausa de dos años es más probable una ruptura permanente, debido a, lo que el sentía, fueron acciones inapropiadas por el cantante Ed Kowalczyk, lo que resultó en una demanda presentada contra él por los otros tres miembros de la banda. En junio de 2011, Taylor reveló que él, Gracey y Dahlheimer iban a reformar Live sin Kowalczyk, quien confirmó que él no trabajaría con ellos otra vez. En marzo de 2012, Chris Shinn, antiguamente miembro de la banda Unified Theory, reemplazó a Kowalczyk como cantante líder después que este fuera separado del grupo en 2009, En 2016 Kowalczyk volvió nuevamanente a formar parte de la banda.

## Historia

### Principios yMental Jewelry: 1988-1992
Kowalczyk, Taylor, Dahlheimer, y Gracey se reunieron por primera vez para un show de talento de la escuela secundaria del pueblo trabajador de Pensilvania, York. El grupo se mantuvo junto durante los años de preparatoria, pasando por una variedad de nombres (como First Aid, Club Fungus, Paisley Blues, Action Front, y Body Odor Boys) y tocando covers de New wave antes de decidirse por el nombre de Public Affection con el que graban y autopublican un casete con canciones originales, The Death of a Dictionary, en 1989. Poco después en 1990, Public Affection lanzó un EP de demos producido por Jay Healy, titulado Divided Mind, Divided Planet a través de su lista de correo Black Coffee. Viajes frecuentes a la Ciudad de Nueva York para tocar en CBGB ayudaron a la banda a obtener un contrato con Radioactive Records en 1991.
Con el nuevo nombre Live, la banda entró en el estudio con el productor y ex-teclista de Talking Heads Jerry Harrison ese año y grabó el EP Four Songs (1991). El sencillo "Operarion Spirit (The Tyranny of Tradition)" llegó al número nueve en la lista de Modern Rock, que fue seguido por el álbum debut producido también por Harrison, Mental Jewelry de 1991 (el cual llegó al número 73). Algunas de las letras del álbum, escritas todas por Kowalczyk, fueron fuertemente inspiradas por el filósofo orador de India Jiddu Krishnamurti.

### Throwing Coppery éxito mainstream: 1993-1996
Impulsado por giras ligeras (incluyendo Woodstock '94 y la gira WOMAD de Peter Gabriel y una cadena de éxitos, el siguiente álbum de Live, Throwing Copper, le dio a la banda el conocimiento que deseaban. El álbum contiene los sencillos "I Alone", "All Over You", y los éxitos número uno en la lista Modern Rock Selling the Drama y Lightning Crashes. Lightning Crashes se quedó en la cima del Billboard Hot Mainstream Rock Tracks por 12 semanas consecutivas. La banda fue invitada a aparecer en Saturday Night Live de NBC donde tocaron sus éxitos "I Alone"y "Selling the Drama".
El éxito continuo de los sencillos del álbum lo impulsaron al número uno en el Billboard 200 el 6 de mayo de 1995, más de un año después de su lanzamiento, es el tercer álbum que llega a la cima después de pasar un año o más en la lista. Los primeros dos fueron el álbum homónimo de Fleetwood Mac en 1976, llegando a la cima en la 58a semana, y Forever Your Girlde Paula Abdul en 1989, cuál mantiene el récord 64 semanas. Hasta la fecha, es su álbum más vendido y muchas veces el álbum más apreciado por los aficionados y los críticos. Throwing Copper desde entonces ha vendido ocho millones de copias en los EE. UU.

### Secret SamadhiyThe Distance to Here: 1997-2000
El impulso continuó el tiempo suficiente para ayudar al álbum de 1997 Secret Samadhi (coproducido por la banda y Jay Healy) debutar en la posición número uno. Derivando su nombre de un estado de meditación hindú, el álbum tuvo cuatro sencillos de Modern rock, pero no logró alcanzar el éxito de su predecesor, con ventas rematando en dos millones de copias. La banda tocó "Lakini's Juice" y "Heropsychodreamer" de este álbum en Saturday Night Live.
Harrison regresó coproductor del álbum de 1999 The Distance to Here, cual debutó en la posición número uno y destacó el éxito del sencillo "The Dolphin's Cry". En el 2000, Live se embarcó en una gira coprotagonizada con la banda de rock alternativo Counting Crows. Frecuentemente, el cantante de Counting Crows, Adam Duritz se unía en el escenrario con Live para la interpretación de "The Dolphin's Cry", y Kowalczyk cantaba el verso de "Hanginaround"de Counting Crows.

### VyBirds of Pray: 2001-2004
El 18 de septiembre de 2001, el más experimental V (originalmente programado para llevarse el título Ecstatic Fanatic) se publicó con críticas variadas, presidido por "Simple Creed" como el primer sencillo. Sin embargo, con los acontecimientos de los atentados del 11 de septiembre de 2001-que se produjeron una semana antes del lanzamiento de V- la melancólica Overcome comenzó a recibir airplay significativo substituyendo a "Simple Creed" convirtiéndose en el punto de venta de V. Las acciones comerciales de Live- caracterizada por su desaparición de la radio- habían caído aún más desde The Distance to Here, con V alcanzando el número 22 en EE. UU., y no pudo llegar a estatus oro. Ese mismo año, Live contribuyó con una versión en vivo de su canción "I Alone" al álbum de caridad Live in the X Lounge. "Overcome" se utilizó al final del episodio final de la segunda temporada de The Shield. "Forever May Not Be Long Enough" fue usada en los créditos finales de "El retorno de la momia" (The Mummy Returns).
En mayo de 2003, la banda lanzó Birds of Pray, que fue reforzado por el éxito inesperado de "Heaven", el primer sencillo de Live que llegó al Hot 100 en los EE. UU. desde "The Dolphin's Cry". En noviembre de 2004, Live lanzó el álbum Awake: The Best of Live, una compilación que abarca la carrera de Live que incluyó "We Deal in Dreams", una canción inédita de las sesiones de Throwing Copper, y un cover de "I Walk the Line" de Johnny Cash, así como "Run Away" de Bird's of Pray, re-imaginado con Shelby Lynne en co-vocales.

### Songs from Black Mountain, álbum de rarezas y DVD de live: 2005-2008
En el 2005, Live firmó con la disquera de Sony BMG Music Entertainment, Epic, y lanzó su nuevo álbum titulado Songs from Black Mountain en junio del 2006, presidido por "The River" como el primer sencillo. El álbum
llegó a la posición número tres en la lista independiente de Billboard.
En la quinta temporada de American Idol, el finalista Chris Daughtry fue acusado de tocar la interpretación de Live de "I Walk the Line" de Johnny Cash y llamándolo como su propia interpretación de la original. Una semana más tarde, Daughtry reconoció que no era su propia interpretación, incluso diciendo que Live era una de sus bandas favoritas. En mayo del 2006, Live apareció en The Howard Stern Show y abordó esta cuestión.
 El 24 de mayo de 2006, la banda y Chris Daughtry tocaron "Mystery" en el final de temporada de American Idol. El 7 de junio, una nueva versión de "Mystery" fue lanzado en el sitio web Friends of Live, con Daughtry como vocalista invitado.
El 14 de septiembre de 2007, la banda lanzó su primer álbum desde 1989 en su propia disquera Action Front Records, Radiant Sea: A Collection of Bootleg Raritires and Two New Songs, con dos nuevas canciones: "Beautiful Invisible" y "Radiant Sea". Live también grabó un DVD en vivo en los Países Bajos durante dos shows en el Paradiso el 30 de julio y 1.º de julio de 2008. Live at the Paradiso- Ámsterdam fue lanzado el 11 de noviembre de 2008, y está disponible en DVD y ediciones de CD de canciones de los conciertos. La banda pasó el resto de mediados de 2008 encabezando una gira de EE. UU. con Blues Traveler y Collective Soul, y terminó el año de gira en Europa.
Una canción inédita de la banda, titulado "Hold Me Up", aparece en 2008 la película de Kevin Smith Zack and Miri Make a Porno, durante una escena emotiva entre Zack y Miri. Smith hizo la siguiente declaración sobre la inclusión de la canción en la película:

Es una vieja canción que escuché por primera vez en el '95, cuando estaban montando la banda sonora de Mallrats. En realidad, fue en la película para la primera prueba de cribado, pero Live decidió que quería aferrarse a ella como un potencial sencillo de su próximo álbum (que sería la continuación Throwing Copper). Cuando yo estaba editando Jay and Silent Bob Strike Back, la canción todavía no había aparecido o se había lanzado, por lo que puse en una solicitud de nuevo. Una vez más, se me negó. A la tercera, al parecer, fue la vencida. Necesitaba una canción para que la secuencia en Zack y Miri y me acordé de la canción de Live. Esta vez, la banda firmó con nosotros a través de la pista. Tomó 13 años, pero valió la pena la espera.
Kevin Smith

A pesar de la aprobación de Smith, la canción no aparece en la banda sonora de la película.

### Descanso y ruptura
Después de un concierto en The Palazzo de Las Vegas en junio de 2009, los miembros de Live anunciaron que la banda tomaría un descanso de dos años, para trabajar en otros proyectos. Kowalczyk lanzó un álbum en solitario, Alive, y los demás integrantes formaron un grupo con Kevin Martin y Sean Hennessy de Candlebox llamado The Gracious Few. La banda procedió a grabar su álbum debut homónimo en California, en 2010.
El 30 de noviembre de 2009, Taylor reveló que la pausa de la banda era más probablemente una ruptura permanente. El citó que la razones de la ruptura incluían la demanda de US $ 100.000 presentada por Kowalczyk, como "bono de vocalista" en el Pinkpop Festival del 2009 y un contrato de 2005 que puso a Kowalczyk como el único firmante de la compañía editorial de la banda, Black Coffee Publishing Inc. Estos sentimientos también se transmitieron en una carta a los fanes por la banda (menos Kowalczyk), a través de la lista de correo de Live en FriendsofLive.com. y el blog oficial de Chad Taylor. No obstante, deja abierta la posibilidad de un nuevo vocalista para Live. Al 30 de noviembre, el Facebook oficial de Live fue actualizado para eliminar todas las menciones del nombre de Kowalczyk en el línea de la banda.
A fines de 2010, los otros tres miembros de Live demandaron a Kowalczyk y a su antiguo mánager en la Corte Suprema del estado de New York. En una entrevista en septiembre de 2010 a Kowalczyk se le preguntó por la demanda pero no entró en detalles, aunque dijo "Hay un caso que está pendiente, y por eso realmente no quiero entrar en ello." En junio de 2011, Kowalczyk dijo a The Salt Lake Tribune que "simplemente había llegado al final de un capítulo en mi vida y quería abrir las alas y moverme más allá de lo que había estado haciendo en la misma forma, por casi veinte años. En cuanto a los alegatos con que se me acusaron y fueron presentados como la supuesta razón de la ruptura, absolutamente no son ciertos. No tengo planes de trabajar con esos individuos de nuevo. El espíritu de Live está vivo en mis performances y mi nuevo material."

### Retorno de Live con Chris Shinn como cantante
La banda retornó de su hiato de casi tres años el 12 de marzo de 2012, con Chris Shinn, antiguamente de Unified Theory, como su nuevo cantante líder. La nueva formación actuó ante una audiencia invitada, en el Strand-Capitol Performing Arts Center en York. La banda actuó como un sexteto con Sean Hennesy de The Gracious Few en la guitarra y Alexander Lefever en teclados.
En julio de 2012, Live emprendió más acciones legales contra Ed Kowalczyk, esta vez por uso indebido del nombre de la banda mientras promovía sus presentaciones en vivo.
Aparentemente en día 16 de noviembre de 2016, las redes sociales tanto de Live como de Ed Kowalczyk, cambian agregando el logo de Live dando a entender una posible reunión y comenzando una nueva etapa con los miembros originales.

## Discografía
- "Mental Jewelry" (1991)
- Throwing Copper (1994)
- Secret Samadhi (1997)
- The Distance to Here (1999)
- V (2001)
- Birds of Pray (2003)
- Songs from Black Mountain (2006)
- The Turn (2014)